# Sefwi Bekwai
Sefwi Bekwai – miasto w Ghanie, w Regionie Zachodnim. 17 czerwca 1981 roku urodził się tam Charles Asampong Taylor, ghański piłkarz.